# Via Argentaria
Via Argentaria (латински назив за „Сребрни пут“) била је римска и средњовековна трговачка рута кроз Динарске Алпе. Име је добила по римском сребру које се превозило између ливница у Салони, рудника сребра источно од Илиџе и Сребренице и ковнице у Сирмијуму (данашња Сремска Митровица).   На јужном крају је повезивао подручја данашњег Солина и Сплита, долином Неретве, североисточно, кроз Динарске Алпе, почевши од Клиса и Сиња, са централном Босном, скрећући на север дуж Дрине и повезујући данашњу Сремску Митровицу. 
Солина и Сирмијум су имали највеће ковнице новца, а сировина је стизала из босанских рудника. 
Овај пут се налази уцртан и на Појтингеровој табли. 